# Valentina Tronel
Valentina Tronel (Rennes, 6 aprile 2009) è una cantante francese.
Ha vinto il Junior Eurovision Song Contest 2020 rappresentando la Francia con il brano J'imagine.

## Biografia
Nata nella capitale bretone e cresciuta a Thorigné-Fouillard, Valentina è figlia di un'insegnante d'italiano e di un agente immobiliare. La sua cantante preferita è Ariana Grande; fra le sue ispirazioni ha anche citato Gims, Louane, Patrick Fiori, Dadju, Nolwenn Leroy e Laura Pausini.
È salita alla ribalta nel 2016 con la sua partecipazione alla terza edizione della versione francese del talent show The Voice Kids, dove si è distinta per essere stata la concorrente più giovane. Nel 2018 è entrata a far parte della seconda generazione del gruppo Kids United, con cui ha registrato e pubblicato gli album Au bout de nos rêves (2018) e L'hymne de la vie (2019), per poi lasciare il progetto al suo scioglimento nel 2021.
France Télévisions l'ha selezionata internamente come rappresentante francese al Junior Eurovision Song Contest 2020. Alla manifestazione, che si è svolta a Varsavia il 29 novembre 2020, ha proposto il suo inedito J'imagine, scritto da Igit e dalla futura rappresentante eurovisiva francese Barbara Pravi. Con un totale di 200 punti, si è piazzata al primo posto sia nel voto della giuria che nel televoto, e quindi del voto combinato, regalando alla Francia la sua prima vittoria alla manifestazione.
In seguito all'esperienza eurovisiva, Valentina ha firmato un contratto discografico con la Play Two, su cui nel 2021 ha pubblicato il suo album di debutto Plus loin qu'un rêve, che ha raggiunto la 110ª posizione nella classifica francese.

## Discografia

### Album in studio
- 2021 – Plus loin qu'un rêve
- 2023 – La magie de Noël
- 2025 – L'amour c'est pour les autres

### Singoli
- 2020 – J'imagine
- 2021 – Y'a pas que les grands qui rêvent
- 2021 – Je chante
- 2023 – En vrai
- 2024 – Pas d'apres